# 缑氏镇
缑氏镇，是中华人民共和国河南省洛陽市偃师区下辖的一个乡镇级行政单位。
缑氏镇因春秋时代周灵王缑姓皇后的诞生地而得名，其行政区域面积80.31平方千米，管辖24个行政村、72个自然村、272个村民组。

## 行政区划
缑氏镇下辖以下地区：
缑氏村、化寨村、盆窑村、程子沟村、崔河村、郑窑村、夫子庙村、南家村、双泉村、刘庄村、孙坡村、邢村、布村、扒头村、官庄村、李庄村、唐僧寺村、马河村、柏谷坞村、金屯村、王湾村、马屯村、贾屯村和呼沱村。

## 旅行景点
缑氏镇有玄奘故里、太子弘陵、唐僧寺、灰嘴遗址等名胜及马蹄泉休闲度假村、中华邱氏河南堂文化园。